# Rimóc
Rimóc is een plaats (község) en gemeente in het Hongaarse comitaat Nógrád. Rimóc telt 1848 inwoners.